# Juan Moreira (drama)
Juan Moreira es una obra de teatro considerada como la pieza fundadora del teatro rioplatense. Fue escrita por el argentino Eduardo Gutiérrez inicialmente como novela y publicada como folletín entre 1878 y 1880. Es considerada uno de los textos más importantes de la literatura argentina y del romanticismo hispanoamericano.
Ante el éxito de la novela, un circo estadounidense le pidió a Gutiérrez que realizara una versión mímica-dramática para que fuera representada en los espectáculos circenses, cosa que aquel realizó en 1884. En 1886, José Podestá le puso letra a la obra, tomándola de la novela y la representó durante varias décadas, convirtiéndola en uno de los éxitos históricos más importantes del teatro argentino. 
La obra fue también llevada dos veces al cine: en 1948, con dirección de Luis José Moglia Barth; y en 1973, con dirección de Leonardo Favio.

## Sinopsis
El relato está inspirado en una crónica policial real protagonizada realmente por un gaucho bonaerense llamado Juan Moreira, muerto por la policía en 1874. 